# Schiffskatastrophe vor Kamarina

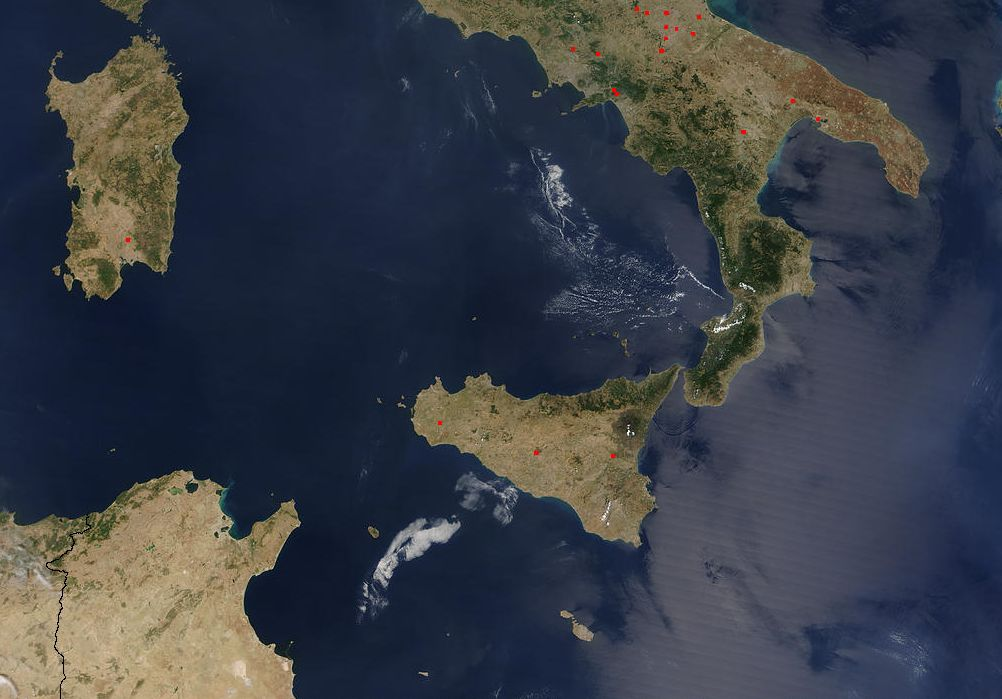
Satellitenbild der Straße von Sizilien

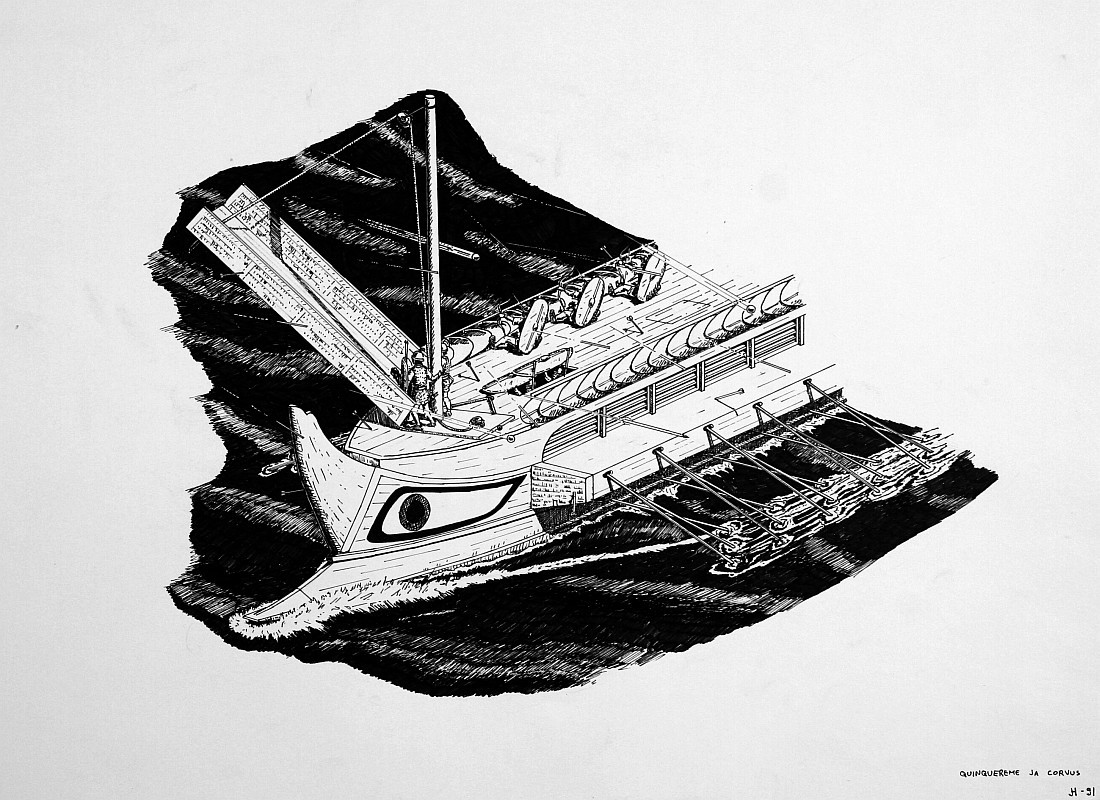
Römisches Kriegsschiff mit Enterbrücke (corvus). Es wird diskutiert, dass diese neuartige Waffe die Schiffe im Sturm instabil machte

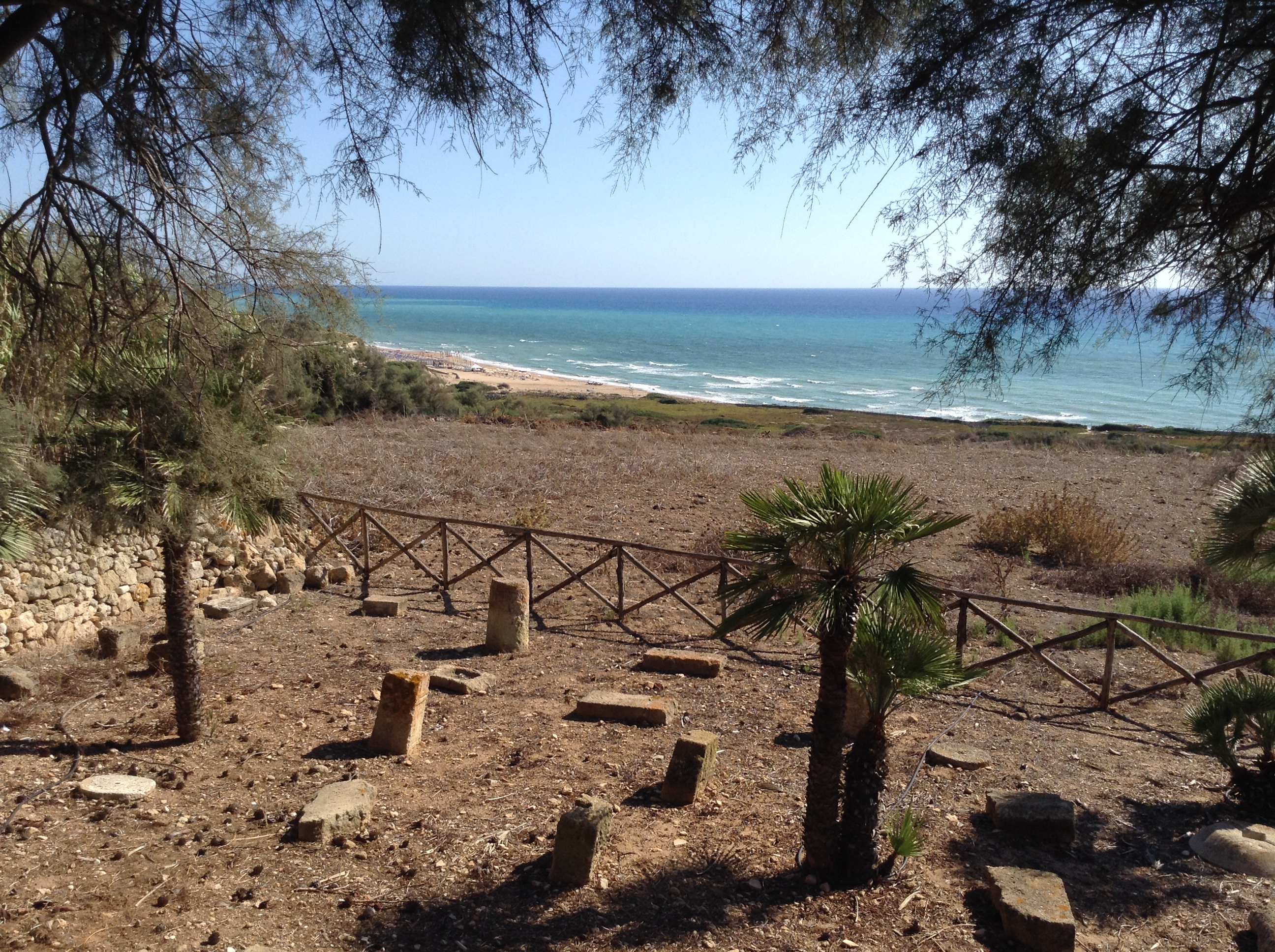
Blick von der archäologischen Stätte Kamarina auf die Küste

Die Schiffskatastrophe vor Kamarina im Juli 255 v. Chr. in der Straße von Sizilien war der schwerste Seeunfall der Antike und der gesamten Schifffahrtsgeschichte. Bis zu 100.000 Menschen starben.

## Vorgeschichte
Im Ersten Punischen Krieg wurden die beiden Konsuln des Jahres 255 v. Chr., Servius Fulvius Paetinus Nobilior und Marcus Aemilius Paullus, beauftragt, die römischen Überlebenden der Schlacht von Tunes zu evakuieren. Sie erhielten für diese Rettungsmission in Nordafrika 350 Kriegsschiffe, die sie seefertig machen mussten. Die Seeleute und Ruderer wurden von Roms „seefahrenden Verbündeten“ (socii navales) gestellt. Wohl Anfang Juni lief diese Flotte aus. Auf der Hinfahrt besiegten die Konsuln eine kleinere karthagische Flotte bei Kap Hermaion (sogenannte Seeschlacht bei Kap Bon). Bei geringen eigenen Verlusten kaperten sie 114 gegnerische Schiffe, womit die Gesamtgröße dieser Flotte auf über 450 Schiffe stieg. In Clupea wurden die Überlebenden der geschlagenen Expeditionsarmee an Bord genommen, die auch über einige Schiffe verfügten. Man unternahm Plünderungszüge auf dem nordafrikanischen Festland. Versorgungsprobleme zwangen die Konsuln, vorzeitig die Rückfahrt nach Rom anzutreten. Die Schiffe dieser großen Flotte wurden nur mit einem Minimum an Seeleuten gesteuert, wobei anzunehmen ist, dass karthagische Gefangene als Ruderer eingesetzt wurden.

## Sturm und Schiffbruch
Die Rückfahrt sollte für Piraterie und Plünderungen im karthagisch kontrollierten Gebiet genutzt werden und so zusätzliches Prestige und Beute einbringen. Deshalb befahlen die Konsuln gegen den Rat der Steuerleute, an der gefährlichen Südküste Siziliens entlangzufahren. Die Küste von Kamikos und Agrigent stand unter römischer Kontrolle; aber ab Herakleia Minoa war es karthagisches Gebiet. Auf der Höhe von Kamarina geriet die römische Flotte im Juli in einen schweren Sturm. 384 der insgesamt 464 Schiffe sanken oder zerschellten an den küstennahen Felsen. Zehntausende Ruderer, Seeleute und Soldaten starben. Johannes Hendrik Thiels viel aufgegriffene Vermutung, das Gewicht der Enterbrücken habe die Schiffe instabil gemacht, ist nicht zwingend; diese Corvi trugen zerlegt und unter Deck verstaut nicht wesentlich zum Gesamtgewicht bei. An der Küste wurden viele Leichen und Schiffstrümmer angespült. Etwa 80 Schiffen gelang es, Kap Pachynon zu umfahren und den Hafen von Syrakus zu erreichen.

## Reaktionen
Trotz dieser Katastrophe feierten beide Konsuln für ihren Sieg bei Kap Hermaion und einen Raubzug auf Kossyra (Pantelleria) einen Triumph; außerdem wurde Aemilius Paullus in Rom mit einer Columna rostrata geehrt. „Seemännisches Ungeschick spielte für die Vergabe des Triumphes also offensichtlich keine Rolle, auch wenn infolgedessen keine Beute übrig war, um sie im Triumphzug zu zeigen.“
Für den Historiker Polybios hatte die grenzenlose römische Hartnäckigkeit und Kühnheit, die sich nicht einmal den Naturgesetzen beugte, zum Verlust der römischen Flotte im Sturm vor Kamarina geführt.